# Eleição para o Senado dos Estados Unidos na Califórnia em 1950
A eleição do ano 1950 para o Senado dos Estados Unidos na Califórnia, seguido de uma campanha caracterizada por acusações e xingamentos. O republicano Richard Nixon derrotou a Democrata Helen Gahagan Douglas, após o Democrática incumbente Sheridan Downey retirou-se durante o primeiro turno da campanha. Douglas e Nixon, desistiram dos seus assentos congregacionais para concorrer contra Downey; outros representantes não estavam dispostos a arriscar a disputa.
Ambos Douglas e Nixon anunciou sua candidatura no final de 1949. Em Março de 1950 Downey retirou-se de um vicio principal batalha com Douglas ao anunciar sua aposentadoria, após o editor do Los Angeles Daily News, Manchester Boddy entrar na corrida. Boddy ataca Douglas como uma esquerdista e foi o primeiro a comparar a ela ao congressista de Nova York Vitor Marcantonio, que foi acusado de ser comunista.
Nixon venceu as primárias Republicanas e Douglas a Democrática. Após as primarias o Partido Democrata ficou dividido e os Democratas demoraram para apoiar Douglas—alguns até endossaram Nixon. A Guerra da Coreia eclodiu apenas alguns dias depois de as primárias, e ambos Nixon e Douglas afirma-se que o outro tinha, muitas vezes, votaram com Marcantonio, em detrimento da segurança nacional. Os ataques de Nixon foram muito mais eficaz, e venceu em 7 de novembro, eleição geral por quase 20 pontos percentuais, levando 53 da Califórnia 58 condados e todas as áreas metropolitanas.
Mas Nixon foi posteriormente criticado por suas táticas na campanha, ele defendeu suas ações, e também afirmou que as posições de Douglas foram muito longe para a esquerda para os eleitores da Califórnia. Outras razões para o resultado tem sido sugerido, que vão desde o fraco suporte para Douglas do Presidente Truman e sua administração para a relutância dos eleitores, em 1950, para eleger uma mulher. A campanha deu origem a dois memorável político apelidos, tanto cunhado por Boddy ou fazendo sua primeira aparição em seu jornal: "Pink Lady" para Douglas e "Tricky Dick" para Nixon.

## Contexto

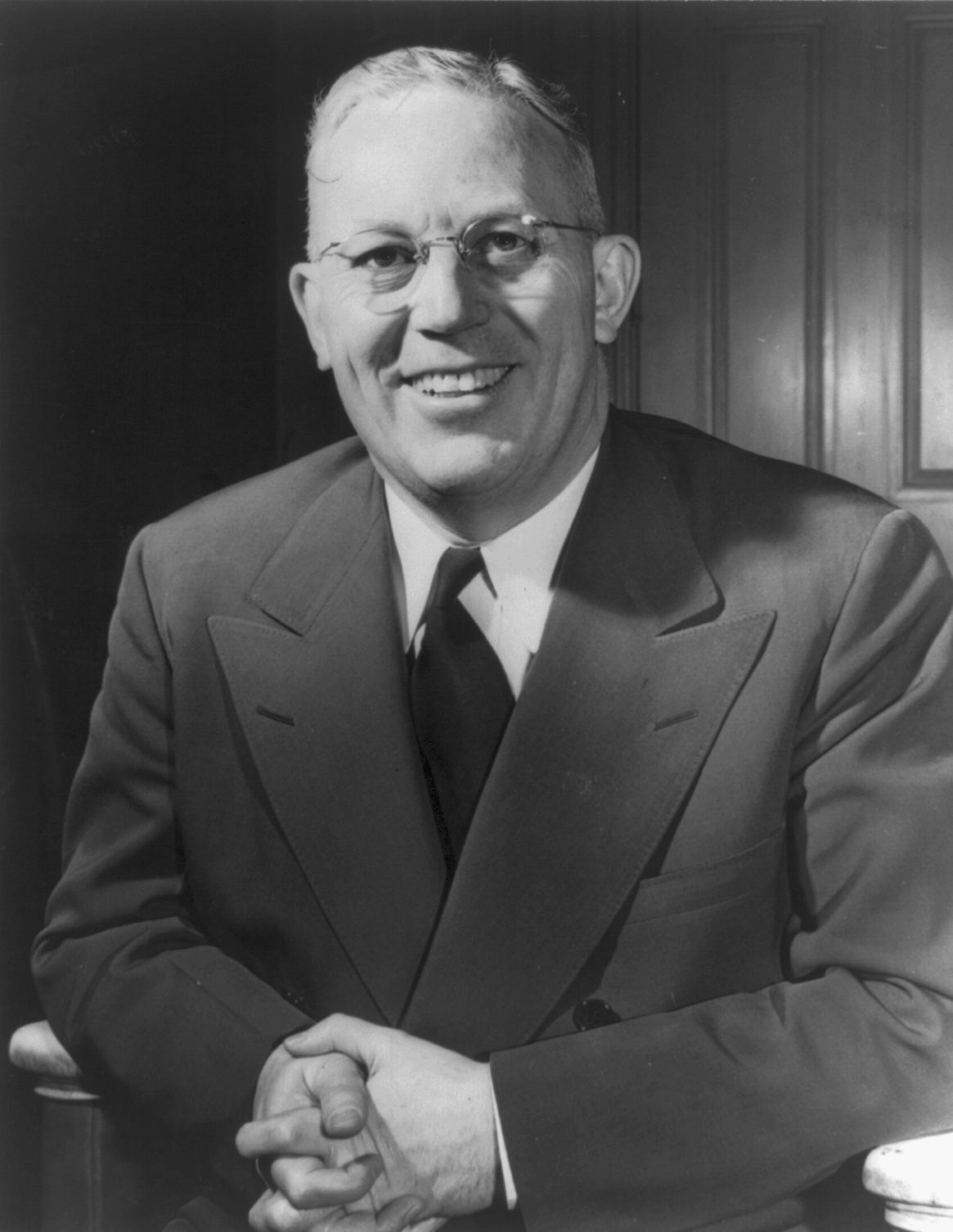
Governador Da Califórnia Earl Warren

O Senador da Califórnia Sheridan Downey foi eleito pela primeira vez em 1938. Um advogado, ele candidatou-se sem sucesso em 1934, para Vice-Governador da Califórnia e Upton Sinclair como companheiro de corrida, e tinha uma reputação como um liberal. Como o senador, no entanto, suas posições, moveram-se gradualmente para a direita, e ele começou a favorecer os interesses corporativos. o Manchester Boddy, o editor e o editor do Los Angeles Daily News, nasceu em uma fazenda de batatas no estado de Washington. Ele tinha pouca  experiência em jornal quando, em 1926, ele foi dada a oportunidade de comprar o Diário de Notícias por um tribunal de falência, mas construído em uma pequena, mas próspera periódico. Ele partilhado a sua opinião com seus leitores através de sua coluna, "Pensamento e Vida", e, após a primeira orientação Republicana, foi um firme defensor do New Deal. Enquanto o Diário de Notícias não tinha aprovado o Sinclair-Downey bilhete, Boddy tinha chamado Sinclair "um grande homem" e permitiu que o escritor-que-virou-governador do candidato de expor seus pontos de vista sobre o jornal na primeira página.

## Resultado
| Condado         | Nixon  | Votos   | Douglas | Votos   | Write-ins | Votos |
| --------------- | ------ | ------- | ------- | ------- | --------- | ----- |
| Mono            | 76.41% | 664     | 23.59%  | 205     | 0%        | 0     |
| Orange          | 73.87% | 55,090  | 26.13%  | 19,484  | 0%        | 3     |
| Inyo            | 72.81% | 2,702   | 27.19%  | 1,009   | 0%        | 0     |
| Alpine          | 72.09% | 93      | 27.91%  | 36      | 0%        | 0     |
| Imperial        | 72.07% | 8,793   | 27.91%  | 3,405   | 0.01%     | 1     |
| Del Norte       | 70.70% | 2,155   | 29.30%  | 893     | 0%        | 0     |
| San Benito      | 70.27% | 2,992   | 29.73%  | 1,266   | 0%        | 0     |
| Riverside       | 67.35% | 36,617  | 32.65%  | 17,751  | 0%        | 3     |
| Marin           | 67.27% | 21,400  | 32.73%  | 10,411  | 0.01%     | 2     |
| Sutter          | 66.63% | 4,993   | 33.37%  | 2,501   | 0%        | 0     |
| Mariposa        | 65.16% | 1,496   | 34.84%  | 800     | 0%        | 0     |
| San Mateo       | 65.12% | 57,118  | 34.87%  | 30,587  | 0.01%     | 8     |
| Santa Cruz      | 65.10% | 17,431  | 34.90%  | 9,343   | 0%        | 0     |
| Glenn           | 64.87% | 3,416   | 35.11%  | 1,849   | 0.02%     | 1     |
| Tulare          | 64.31% | 25,625  | 35.69%  | 14,221  | 0%        | 0     |
| Colusa          | 63.30% | 2,349   | 36.70%  | 1,362   | 0%        | 0     |
| Lake            | 62.46% | 3,223   | 37.54%  | 1,937   | 0%        | 0     |
| San Luis Obispo | 62.18% | 11,812  | 37.82%  | 7,184   | 0%        | 0     |
| Sonoma          | 61.89% | 23,600  | 38.10%  | 14,529  | 0%        | 1     |
| Santa Clara     | 61.80% | 57,318  | 38.18%  | 35,413  | 0.01%     | 10    |
| Santa Barbara   | 61.55% | 20,521  | 38.45%  | 12,817  | 0%        | 0     |
| Stanislaus      | 61.47% | 22,803  | 38.52%  | 14,290  | 0.01%     | 2     |
| San Diego       | 61.38% | 115,119 | 38.61%  | 72,433  | 0.01%     | 11    |
| Humboldt        | 61.26% | 14,135  | 38.73%  | 8,937   | 0%        | 1     |
| Nevada          | 61.00% | 4,725   | 39.00%  | 3,021   | 0%        | 0     |
| Tuolumne        | 60.58% | 3,307   | 39.42%  | 2,152   | 0%        | 0     |
| Los Angeles     | 60.33% | 931,803 | 39.66%  | 612,510 | 0.01%     | 195   |
| Napa            | 60.23% | 9,449   | 39.77%  | 6,239   | 0%        | 0     |
| King            | 59.51% | 6,977   | 40.49%  | 4,747   | 0%        | 0     |
| San Bernardino  | 59.48% | 53,956  | 40.51%  | 36,751  | 0.01%     | 4     |
| Mendocino       | 59.00% | 7,197   | 40.99%  | 5,000   | 0.01%     | 1     |
| Merced          | 58.85% | 9,922   | 41.14%  | 6,937   | 0.01%     | 1     |
| Monterey        | 58.66% | 19,506  | 41.32%  | 13,741  | 0.02%     | 6     |
| Tehama          | 57.95% | 3,939   | 42.05%  | 2,858   | 0%        | 0     |
| Fresno          | 57.90% | 48,537  | 42.10%  | 35,290  | 0%        | 0     |
| Madera          | 57.88% | 5,307   | 42.12%  | 3,862   | 0%        | 0     |
| San Francisco   | 57.42% | 165,631 | 42.58%  | 122,807 | 0%        | 4     |
| Yuba            | 57.32% | 4,166   | 42.68%  | 3,102   | 0%        | 0     |
| Modoc           | 57.30% | 1,888   | 42.70%  | 1,407   | 0%        | 0     |
| Calaveras       | 56.66% | 2,489   | 43.85%  | 1,904   | 0%        | 0     |
| Butte           | 56.15% | 12,512  | 43.85%  | 9,770   | 0%        | 0     |
| Kern            | 55.73% | 34,452  | 44.27%  | 27,363  | 0%        | 1     |
| Amador          | 55.71% | 2,059   | 44.29%  | 1,637   | 0%        | 0     |
| Siskiyou        | 55.32% | 6,774   | 44.68%  | 5,472   | 0%        | 0     |
| Sierra          | 54.94% | 639     | 44.97%  | 523     | 0.09%     | 1     |
| San Joaquin     | 54.87% | 31,046  | 44.99%  | 25,459  | 0.14%     | 79    |
| El Dorado       | 54.81% | 3,833   | 45.19%  | 3,160   | 0%        | 0     |
| Trinity         | 54.41% | 1,228   | 45.59%  | 1,029   | 0%        | 0     |
| Alameda         | 53.52% | 150,273 | 46.47%  | 130,492 | 0.01%     | 15    |
| Ventura         | 52.37% | 16,543  | 47.62%  | 15,042  | 0%        | 1     |
| Yolo            | 52.08% | 6,411   | 47.92%  | 5,899   | 0%        | 0     |
| Sacramento      | 51.08% | 49,798  | 48.92%  | 47,689  | 0%        | 0     |
| Placer          | 50.46% | 7,835   | 49.54%  | 7,691   | 0%        | 0     |
| Contra Costa    | 49.82% | 44,652  | 50.17%  | 44,968  | 0%        | 3     |
| Lassen          | 48.11% | 2,556   | 51.89%  | 2,757   | 0%        | 0     |
| Shasta          | 44.90% | 5,841   | 55.10%  | 7,156   | 0%        | 0     |
| Solano          | 43.89% | 14,385  | 56.11%  | 18,389  | 0%        | 0     |
| Plumas          | 43.79% | 2,353   | 56.21%  | 3,020   | 0%        | 0     |

Ref: